# Interferómetro estelar de Michelson

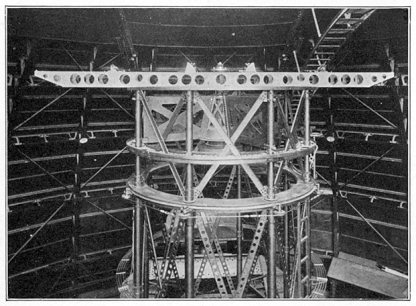
Interferómetro estelar de Michelson de 20 pies (~6 metros) montado sobre el marco del telescopio de 100-pulgadas (~250 cm) del Observatorio del Monte Wilson, 1920.

El interferómetro estelar de Michelson es uno de los primeros interferómetros astronómicos construidos y utilizados. El interferómetro fue propuesto por Albert Abraham Michelson en 1890, siguiendo una sugerencia de Hippolyte Fizeau.

## Historia

Esquema del interferómetro estelar de Michelson

El primer interferómetro de este tipo se construyó para ser acoplado al telescopio del Observatorio del Monte Wilson, haciendo uso de su espejo de 100 pulgadas (~ 250 centímetros). Se utilizó para efectuar la primera medición de un diámetro estelar, realizada por Michelson y Francis G. Pease, cuando se midió el diámetro de Betelgeuse en diciembre de 1920. Se encontró que el diámetro era de ~380 millones de kilómetros, aproximadamente del tamaño de la órbita de Marte, o aproximadamente unas 300 veces mayor que el Sol.